# Pont Maria-Pacôme
Le pont Maria-Pacôme est un pont franchissant le canal Saint-Martin, dans le 10e arrondissement de Paris.

## Situation et accès
Le pont franchit le bassin des Morts du canal Saint-Martin. Il relie les deux parties de la rue Louis-Blanc.
Ce site est desservi par les stations de métro Louis Blanc, Colonel Fabien et Jaurès.

## Origine du nom
L'ouvrage porte le nom de Maria Pacôme (1923-2018), actrice française.

## Historique
Anciennement « pont de la rue Louis-Blanc », du nom de la rue qui y conduit, il porte son nom actuel depuis octobre 2024.